# Sergey Karpovich
Sergey Karpovich (tiếng Belarus: Сяргей Карповiч; tiếng Nga: Сергей Карпович; sinh 29 tháng 3 năm 1994) là một cầu thủ bóng đá Belarus hiện tại thi đấu cho Torpedo-BelAZ Zhodino.